# Aserbajdsjan ved vinter-OL 2006
Aserbajdsjan deltog i Vinter-OL 2006 i Torino, som blev arrangeret i perioden 10. februar til 26. februar 2006.

## Medaljer
| 2006 Torino  | Guld | Sølv | Bronze | Total |
| Aserbajdsjan | 0    | 0    | 0      | 0     |